# 고트프리트 폰 아이넴

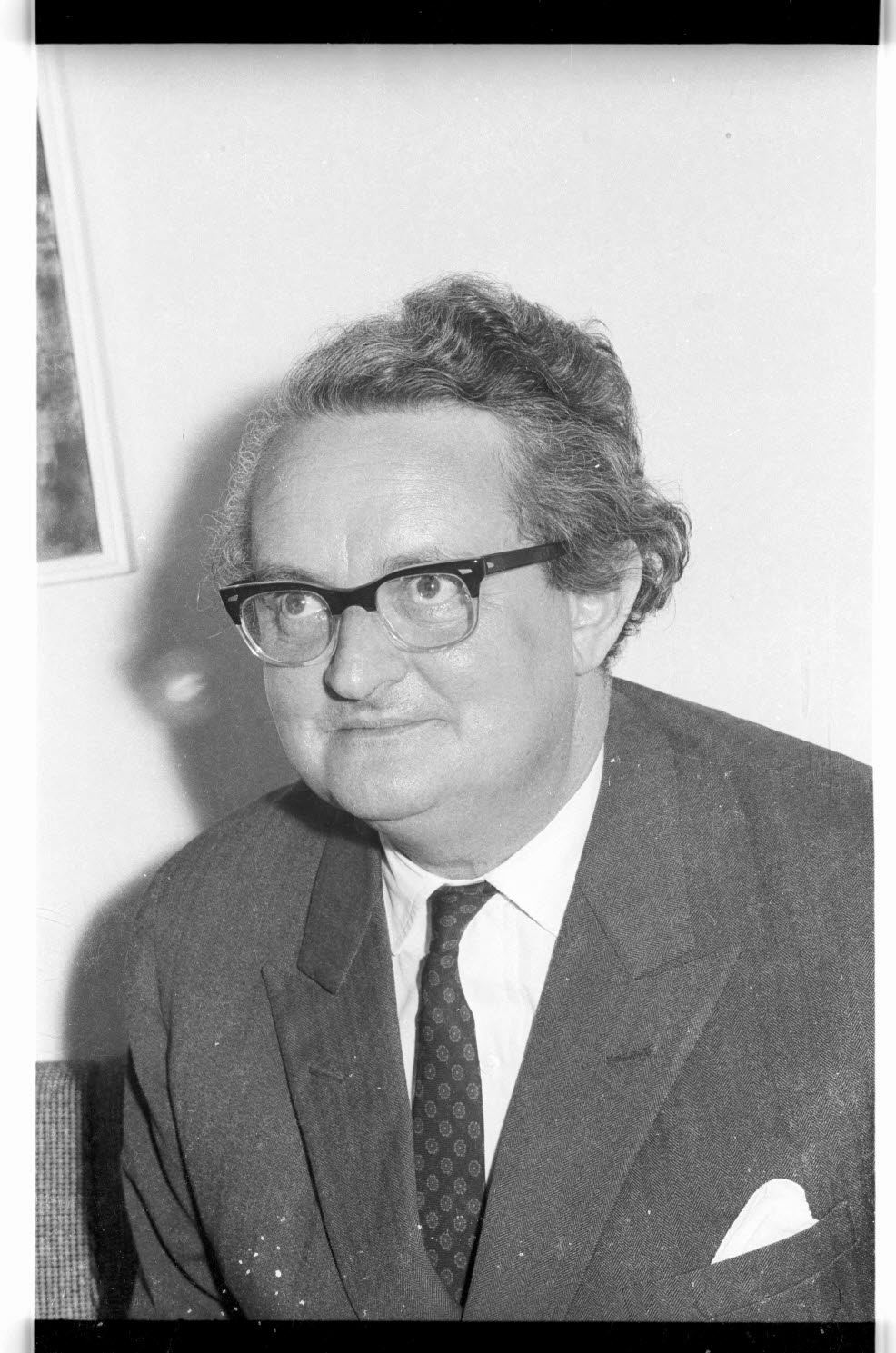

고트프리트 폰 아이넴(Gottfried von Einem, 1918-1996)은 오스트리아의 작곡가이다.
스위스 베른 태생인 오스트리아 작곡가로서 보리스 블라허의 제자이다. 1947년 잘츠부르크에서 초연된 가극 <단톤의 죽음>으로 일약 유명해졌다. 그 후 카프카의 원작에 의한 <심판>(1953)도 호평을 얻었다.
1996년 사망하였다.